# Фени (округ)
Фени (бенг. ফেনী জেলা, англ. Feni District) — округ на юго-востоке Бангладеш, в области Читтагонг. Образован в 1984 году. Административный центр — город Фени. Площадь округа — 928 км². По данным переписи 2001 года население округа составляло 1 196 219 человек. Уровень грамотности взрослого населения составлял 40,7 %, что немного ниже среднего уровня по Бангладеш (43,1 %). 92,80 % населения округа исповедовало ислам, 7,13 % — индуизм.

## Административно-территориальное деление
Округ состоит из 6 подокругов.
Подокруга (центр)
1. Фени-Садар (Фени)
2. Чхагалнайя (Чхагалнайя)
3. Паршурам (Паршурам)
4. Фулгази (Фулгази)
5. Даганбхуйян (Даганбхуйян)
6. Сонагази (Сонагази)